# 佐賀県北山少年自然の家
佐賀県北山少年自然の家（さがけんほくざんしょうねんしぜんのいえ）は、佐賀県佐賀市にある社会教育施設である。

## 概要
佐賀市富士町にある少年自然の家である。背振山系の南側山麓に青少年教育施設として1987年（昭和62年）4月に開所。「21世紀県民の森」「北山湖」に隣接し、佐賀県と福岡県との県境にそびえる井原山、雷山への登山コースにも恵まれており、野外スポーツ、レクリエーション、ハイキングなど、子どもからお年寄りまで自然体験、生活体験を満喫することができる環境にある。
佐賀市、唐津市、鳥栖市などの市街地からも近く、絶好の自然環境の中で、自然体験、生活体験はもちろん運動部や文化部、音楽関係の練習、合宿にも最適な施設である。

## 沿革
- 1987年（昭和62年）4月 - 開所[1]。
- 2015年（平成27年）4月1日 - 特定非営利活動法人みんなの森プロジェクトが指定管理者となる（2020年3月31日までの5年間）[2]。
- 2019年（令和元年）11月3日 - この日をもって、2020年（令和2年）3月まで施設大規模改修工事のため休館[3]。
- 2020年（令和2年）4月1日 - 特定非営利活動法人みんなの森プロジェクトが指定管理者となる（2025年3月31日までの5年間）[4]。

## 施設
| 名称                  | 棟        | 部屋番号    | 部屋数   | 備考                                                               |
| --------------------- | --------- | ----------- | -------- | ------------------------------------------------------------------ |
| 11人部屋 （上・下段） | 第1宿泊棟 | 103 - 109   | 計19部屋 | 布団は畳のベッドスペースに8組（内2段ベッドに4組） 床に3組の計11組  |
| 11人部屋 （上・下段） | 第2宿泊棟 | 201 - 212   | 計19部屋 | 布団は畳のベッドスペースに8組（内2段ベッドに4組） 床に3組の計11組  |
| 15人部屋              | 第1宿泊棟 | 110・111    | 計4部屋  | 布団は畳のベッドスペースに8組（内2段ベッドに4組） 床に7組の計15組  |
| 15人部屋              | 第2宿泊棟 | 213・214    | 計4部屋  | 布団は畳のベッドスペースに8組（内2段ベッドに4組） 床に7組の計15組  |
| 23人部屋              | 第1宿泊棟 | 101・102    | 計2部屋  | 布団は畳のベッドスペースに20組（内2段ベッドに8組） 床に3組の計23組 |
| 指導員室              | 第1宿泊棟 | 第1指導員室 | 計3部屋  | 布団は畳のベッドスペースに4組（内2段ベッドに2組） 床に3組の計7組   |
| 指導員室              | 第1宿泊棟 | 第2指導員室 | 計3部屋  | 布団は畳のベッドスペースに4組（内2段ベッドに2組） 床に4組の計8組   |
| 指導員室              | 第2宿泊棟 | 第3指導員室 | 計3部屋  | 布団は畳のベッドスペースに4組（内2段ベッドに2組） 床に4組の計8組   |

| 名称                   | 収容人数 | サイト数 | 最大収容人数 | 備考                                |
| ---------------------- | -------- | -------- | ------------ | ----------------------------------- |
| テントサイト           | 8人用    | 24サイト | 192人        | キャンプ場宿泊は7月 - 8月の間のみ。 |
| キャンプ場つどいの広場 |          |          |              |                                     |
| キャンプファイヤー場   |          |          |              |                                     |

| 名称                                                                                      | 収容人数 | 備考                                                                                               |
| ----------------------------------------------------------------------------------------- | -------- | -------------------------------------------------------------------------------------------------- |
| 第1研修室                                                                                 | 120人    | 長机とパイプ椅子の一般的な会議室。 カーテンで部屋を前後に分けることができる。                      |
| 第2研修室                                                                                 | 50人     | 小学校にあるような机と椅子のある部屋。                                                             |
| 第3研修室                                                                                 | 60人     | 長机とパイプ椅子の一般的な会議室。 ビデオの視聴が可能。                                            |
| 視聴覚室                                                                                  | 90人     | 大学の講義室のような固定式の机と椅子のある部屋。 プロジェクターを利用してDVDやビデオの視聴が可能。 |
| 工作室                                                                                    | 50人     | 主に工作をする時に使う部屋。                                                                       |
| 談話室                                                                                    | 100人    | 机や椅子のないフローリングの部屋。                                                                 |
| プレイホール                                                                              | 350人    | 体育館と同様の施設。 講演などで使う演台やステージ、垂れ幕をかけるポールがある。                    |
| グラウンド                                                                                |          | サッカーコートを1面とれるくらいの広さ。                                                            |
| 人数は、備え付けの机・椅子の数を表している。 談話室、プレイホールは活動可能な人数の目安。 |          | |

| 名称                     | 収容人数・施設数 | 収容人数・施設数 | 備考                                          |
| ------------------------ | ---------------- | ---------------- | --------------------------------------------- |
| 食堂                     | 180人            | 180人            |                                               |
| 大浴場                   | シャワー数       | 17台             |                                               |
| 中浴場                   | シャワー数       | 10台             |                                               |
| 野外炊飯場               | 24サイト         | 24サイト         | 7月 - 8月の間はキャンプ場宿泊者の利用が優先。 |
| 炊事場                   | 2ケ所            | 2ケ所            | 7月 - 8月の間はキャンプ場宿泊者の利用が優先。 |
| オリエンテーションホール |                  |                  |                                               |
| プロムナード             |                  |                  |                                               |
| 大駐車場                 | 普通車           | 45台             | 21世紀県民の森利用者と兼用。                  |
| 大駐車場                 | 大型車           | 6台              | 21世紀県民の森利用者と兼用。                  |

## 交通アクセス
| 地点               | 距離  | 所要時間 |
| ------------------ | ----- | -------- |
| 佐賀市から         | 26 km | 45分     |
| 鳥栖市から         | 40 km | 70分     |
| 唐津市から         | 33 km | 55分     |
| 福岡市（西新）から | 35 km | 60分     |

## 周辺
- 21世紀県民の森
- 北山ダム